# Difuzijska enačba
Difuzíjska enáčba ali drúgi Fickov zákon [~ fíkov ~] je parcialna diferencialna enačba, ki povezuje prvi odvod količine po času z drugim odvodom te količine po kraju. V primeru difuzije je ta količina koncentracija c:
{\displaystyle {\frac {\partial c}{\partial t}}=D{\frac {\partial ^{2}c}{\partial x^{2}}}\!\,.}
Sorazmernostni faktor je difuzijska konstanta D. V treh razsežnostih se drugi odvod po kraju nadomesti z Laplaceovim operatorjem:
{\displaystyle {\frac {\partial c}{\partial t}}=D\nabla ^{2}c\!\,.}
Enačbo enake oblike je moč izpeljati tudi za prevajanje toplote – toplotna enačba (tam velja {\displaystyle D=\lambda /\rho c_{p}\,}, kjer je λ toplotna prevodnost, ρ gostota in cp specifična toplota pri stalnem tlaku) in druge transportne pojave.
Za začetno točkovno porazdelitev, določeno s funkcijo δ, je fundamentalna rešitev difuzijske enačbe podana z Greenovo funkcijo za neomejeno območje, ki je Gaussova porazdelitev:
{\displaystyle c(x,t)={\frac {m}{\rho S{\sqrt {4\pi Dt}}}}\exp \left(-{\frac {x^{2}}{4Dt}}\right)\!\,.}
Pri poljubni začetni porazdelitvi c(x,t=0) se izrazi rešitev z integralom:
{\displaystyle c(x,t)=\int _{-\infty }^{\infty }c(x',0){\frac {m}{\rho S{\sqrt {4\pi Dt}}}}\exp \left(-{\frac {(x-x')^{2}}{4Dt}}\right)\,\mathrm {d} x'\!\,.}
Difuzijsko enačbo se izpelje iz difuzijskega zakona, če se upošteva še kontinuitetno enačbo:
{\displaystyle {\frac {\partial c}{\partial t}}=-\nabla \mathbf {j} \!\,.}
Difuzijska enačba je zgled parabolične parcialne diferencialne enačbe.